# Kronocké jezero
Kronocké jezero (rusky Кроноцкое озеро) je jezero u východního pobřeží poloostrova Kamčatka v Kamčatském kraji v Rusku. Má rozlohu přibližně 200 km² a je tak největší sladkovodní jezero na poloostrově. Leží v kaldeře sopky v nadmořské výšce 372 m.

## Ochrana přírody
Nachází se v Kronockém národním parku západně od Kronocké sopky. V jezeře žije sladkovodní druh lososa tzv. kokani a tři endemické druhy horských sivenů. Tento unikátní ekosystém může sloužit jako předloha při provádění monitorovacích pozorování.

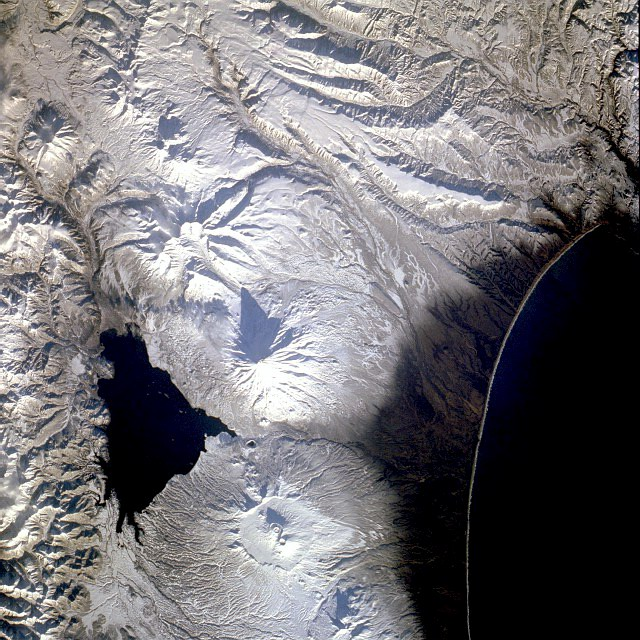